# Phyllangia
Phyllangia Milne Edwards & Haime, 1848 è un genere di madrepore della famiglia Caryophylliidae.

## Tassonomia
Comprende le seguenti specie:
- Phyllangia americana Milne Edwards & Haime, 1849
- Phyllangia consagensis (Durham & Barnard, 1952)
- Phyllangia dispersa Verrill, 1864
- Phyllangia echinosepes Ogawa, Takahashi & Sakai, 1997
- Phyllangia granulata Koch, 1886
- Phyllangia hayamaensis (Eguchi, 1968)
- Phyllangia papuensis Studer, 1878
- Phyllangia pequegnatae Cairns, 2000

La specie Phyllangia mouchezii è attualmente considerata una sottospecie di P. americana (Phyllangia americana mouchezii).